# Église Notre-Dame de Vallet
L'église Notre-Dame est une église située à Vallet, dans le département de la Loire-Atlantique, en France.
Elle a été terminée en 1875, et son clocher a une hauteur de 52 m. Elle a été bénie le 3 janvier 1875.

## Histoire

### Édifices primitifs
Dès le XIIe siècle, il existait à Vallet une chapelle, aumônerie d'une léproserie ou dépendance d'une demeure seigneuriale. Elle pourrait avoir porté le nom de Saint-Michel. Elle fut acquise vers 1160 par le prieuré Sainte-Croix à Nantes, qui dépendait de l'abbaye bénédictine de Marmoutiers. Au cours du XIIIe siècle, la propriété fut transférée au chapitre de la cathédrale de Nantes puis Vallet fut érigée en paroisse, probablement en 1272.
L'église de la paroisse était placée sous le double patronage de Notre Dame et saint Matthieu. Elle se trouvait sur l'actuelle place Charles de Gaulle, dans le prolongement de la rue des Forges. Initialement, elle comportait un clocher et des voûtes. Avant le XVIIe siècle on y adjoignit une nef. En outre, deux chapelles seigneuriales attenaient au grand autel : une chapelle latérale dédiée à sainte Anne « à main gauche » et celle de saint Roch « à main droite ». Un des cinq autels de l'ancienne église accueillait une relique de saint Nicolas.
L'édifice sera particulièrement touché par la Révolution. En 1792, trois républicains emportèrent les cloches à la Monnaie de Nantes, où elles seront fondues. Le 10 mars 1793, la messe dominicale est troublée par des paroissiens hostiles au gouvernement révolutionnaire et au curé jureur.
Durant la guerre de Vendée, le général Louis Marie Turreau planifie de quadriller le territoire insurgé par des colonnes infernales. La neuvième colonne, commandée par Étienne Cordellier, ravage le bourg de Vallet en mars 1794. L'église est incendiée, seuls les murs demeurent.

### Étapes de la construction
Les plans d'une nouvelle église sont dessinés par l'architecte Henri Gilée. La décision de construire l'édifice est prise par le conseil municipal le 23 novembre 1864, et entérinée par la fabrique de la paroisse le 4 décembre de la même année.
La première pierre est bénie le 8 septembre 1869, en la fête de la Nativité de la Vierge Marie, par l'abbé François Richard de La Vergne, vicaire général du diocèse de Nantes.
François Bourgoüin succède à Henri Gilée comme architecte. Le gros œuvre est réalisé par Jean-Baptiste Rabjeau, entrepreneur du Fresne-sur-Loire.
Le dimanche 3 janvier 1875, la nouvelle église est bénie et inaugurée en présence de la population valletaise.
Le 8 septembre 1886, Monseigneur François Richard de la Vergne, récemment nommé archevêque de Paris, consacre l'Église. Pour cette dédicace, il est assisté de Monseigneur Jules-François Le Coq, évêque de Nantes, et de Monseigneur Charles-Honoré Laborde, évêque de Blois et originaire du diocèse de Nantes.

### Installation de reliques
Une relique du moine maronite libanais Saint Charbel a été installée le 10 février 2025 dans l’église Notre-Dame. Un millier de personnes ont été présents à cet événement. La relique est exposée dans une chapelle absidiale de l’église dédiée à Saint Louis.

## Structure et dimensions
Le plan de l'église est en forme de croix latine. La structure est basilicale, avec un vaisseau central éclairé par une claire-voie de fenêtres géminées. Ce vaisseau est flanqué de deux collatéraux qui se prolongent par un déambulatoire. La nef comporte six travées, le chœur trois. L'abside est semi-circulaire à cinq pans, correspondant à cinq chapelles rayonnantes.
L'abside est orientée nord-est et le transept selon un axe nord-ouest, sud-est.
Principales dimensions :
- longueur de la nef : 72 m
- largeur du vaisseau central de la nef : 9,30 m
- largeur de chacun des collatéraux : 5,20 m
- hauteur sous clef de la nef : 21 m
- hauteur des collatéraux : 8,50 m

Il s'agit de la plus grande église du vignoble nantais et la seule avec un déambulatoire.

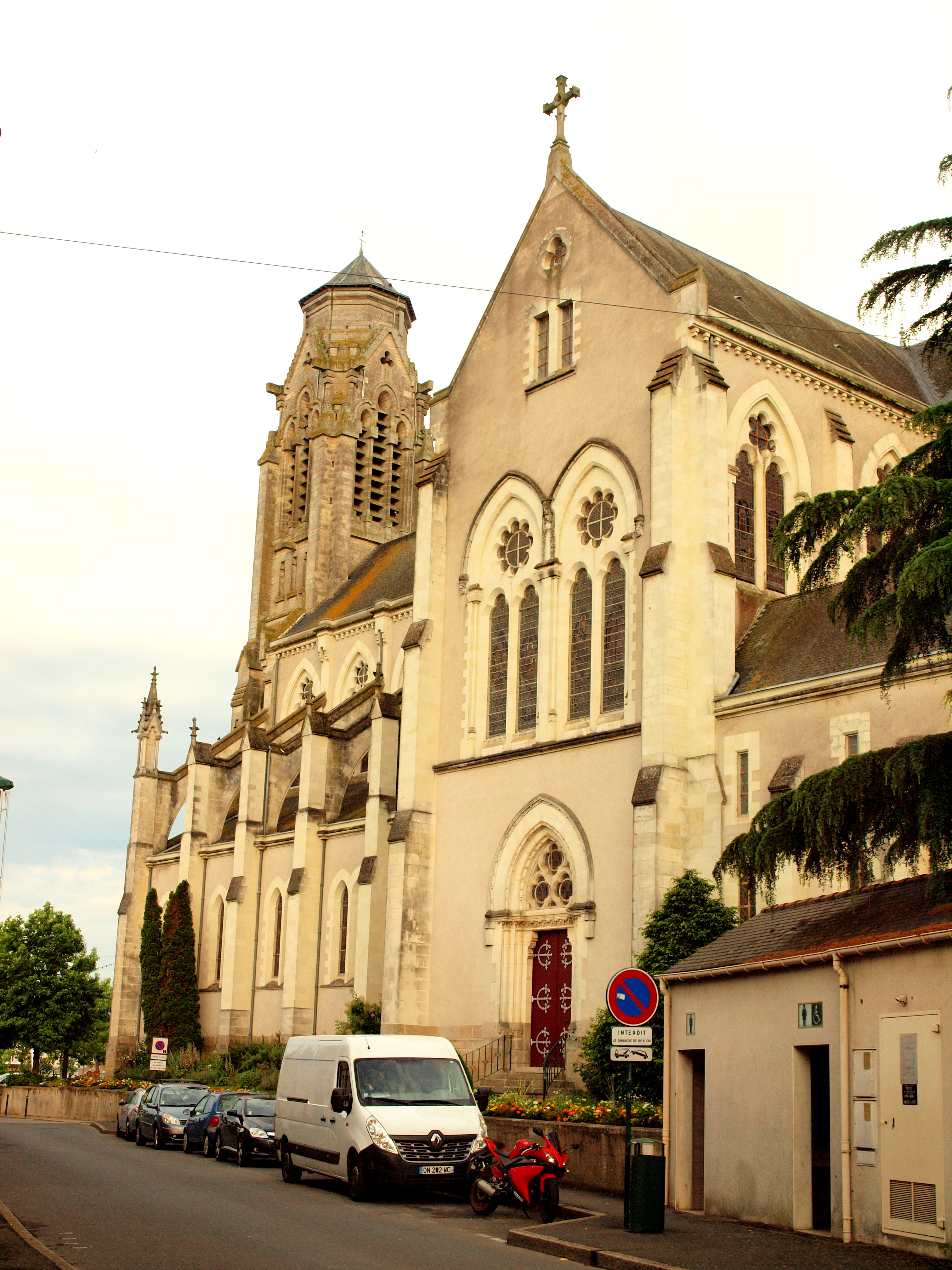
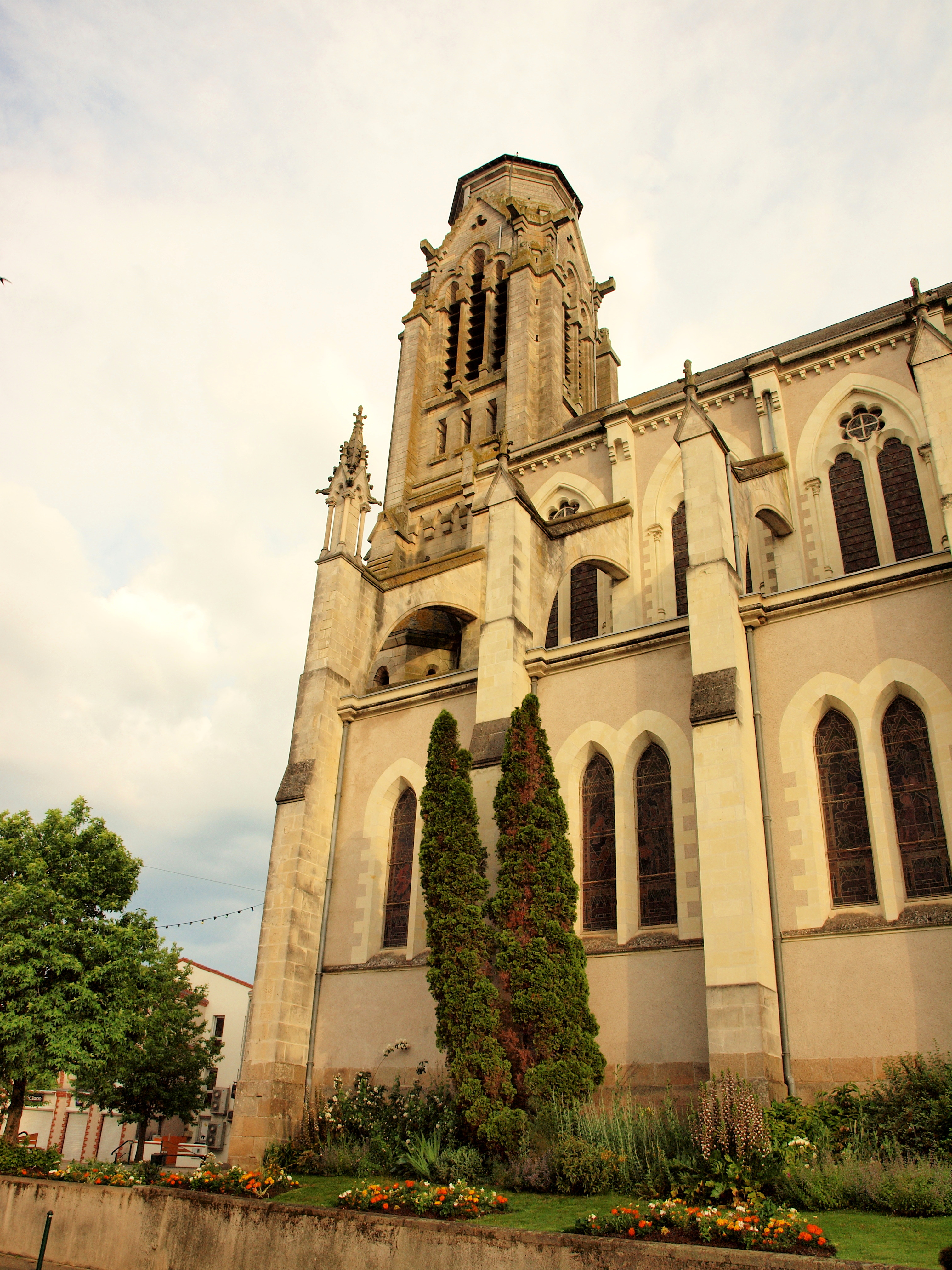
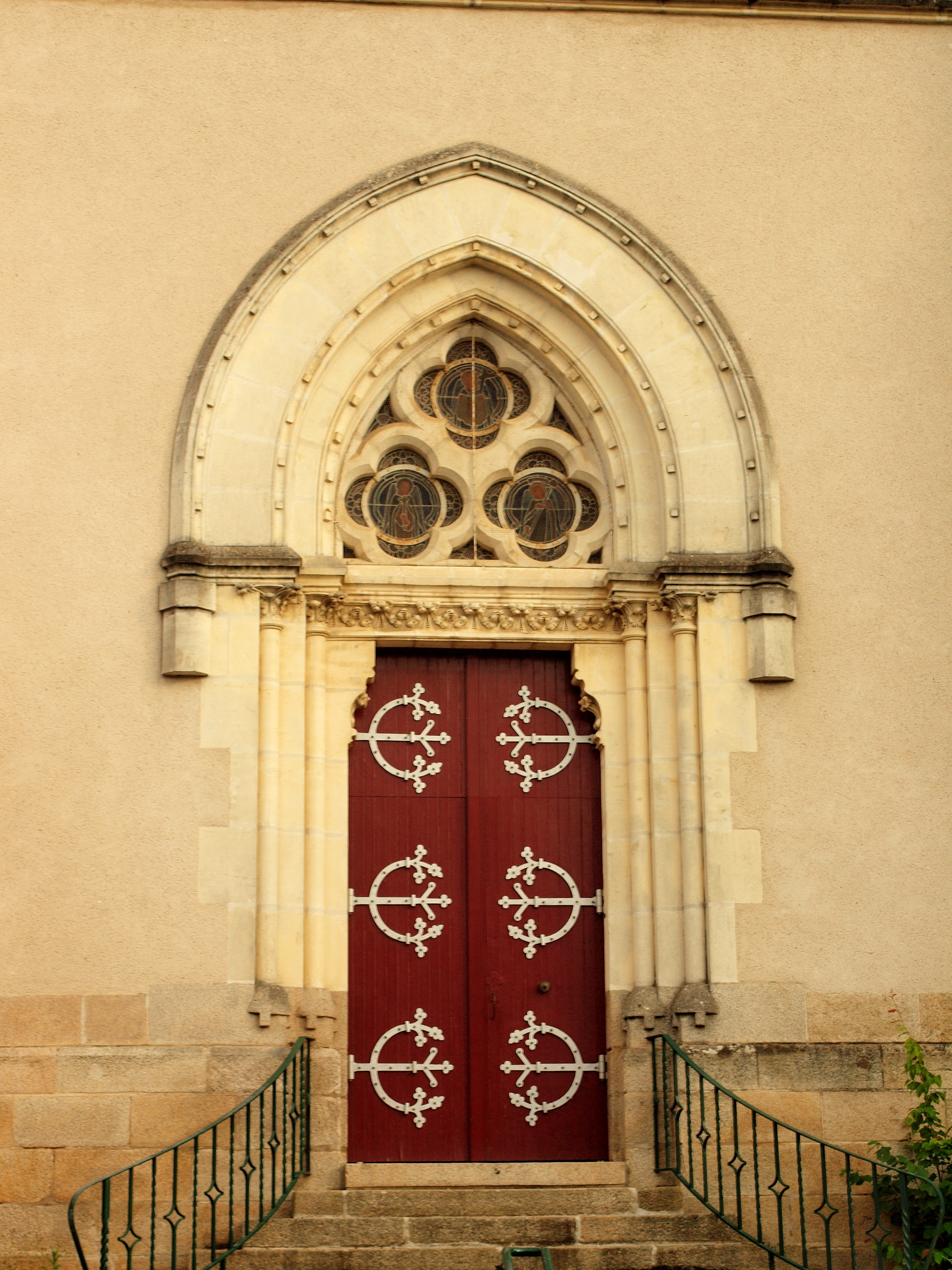